# Атлантис (хотел в Солун)
„Атлантис“ (на гръцки: «Ατλαντίς») е исторически хотел в град Солун, Гърция.

## Местоположение
Хотелът е разположен на главната солунска улица „Егнатия“ № 14 в центъра на града.

## История
Сградата на хотела е построена в 1925 година по проект на архитект Георгиос Манусос и още от началото служи като хотел, собственост на Хаим Бераха и Исак Ревах. Разрешението за строеж е за сграда със сутерен, партер, мецанин и един етаж. Местоположението му на улица „Егнатия“ позволява да се заключи, че вероятно не е бил луксозен хотел. Въпреки това, вероятно благодарение на красивия си дизайн и изключително декорирания интериор, хотелът е бил популярен и е бил домакин на много известни певци, актьори и журналисти в миналото. Хотелът е затворен от германците по време на Втората световна война, но е отворен отново като хотел след войната. В 1987 година е обявен за исторически паметник и произведение на изкуството.

## Архитектура
В архитектурно отношение сградата е образец на еклектичната архитектура. Представлява триетажна сграда в еклектичен стил със симетричен външен вид, разделен на три вертикални оси. Централната ос е подчертана от наличието на главния вход и неговата лека изпъкналост. Характерни са извитите капандури от двете страни на отворите на централната ос. Сградата на хотела е с черти на арт деко, но и с такива на неокласицизма (линейни гравюри върху покритието, декоративна лента с меандри, корнизи). Вътре стаите са организирани около остъклен вътрешен двор с вътрешен балкон. Запазени са интериорът, дървената дограма, оригиналните подове и изключителната гипсова украса по таваните. Хотелът в началото си има обща баня на етаж и мивка в стаите, както повечето хотели от времето си.